# Николай Бартрам
Николай Дмитриевич Бартрам (5 септември 1873, Курска губерния – 13 юли 1931, Москва) е руски илюстратор, дизайнер на плакати, историк на изкуството и колекционер.

## Биография
Баща му, Дмитрий Ернестович Бартрам, бил художник-акварелист, който имал малка работилница, където изработвал играчки. Николай се научил да рисува и рисува в ранна възраст. Когато бил на шестнадесет години, започнал да учи в Московското училище по живопис, скулптура и архитектура, но бил принуден да напусне след две години поради влошено здраве. В родината си той организирал работилница за производство на дървени играчки, която ръководил в продължение на десет години.
Той също така изучава историята на играчките в Русия. Това го отвежда до трудовете на историка Иван Забелин и етнографа Вера Харузина, с които двамата се запознават. След това започва да колекционира играчки, чуждестранни и местни, както и да пътува до провинцията, за да събира стари дрехи и предмети от бита.
От 1900 до 1903 г. той пътува из цяла Европа; посещава магазини за играчки и се връща с куфари, пълни с кукли, войничета и животни. Той също така развива интерес към детски книги и създава илюстрации към няколко стари руски народни приказки. От 1904 г. работи като художник в Московското земство, а до 1917 г. е ръководител на художествения отдел в Музея на занаятите. Там той организира работилница, в която изработва кукли с порцеланови глави, облечени в народни носии. Неговата работилница създава и първите „архитектурни играчки“ в Русия, базирани на исторически сгради и кули.
През 1912 г. той се жени за художничката и колекционерка Евдокия Лосева (1880 – 1936), която се присъединява към него в различните му начинания. През октомври 1918 г., с края на Първата световна война, той и Евдокия основават Московския музей на играчките; въпреки че той е отворен за широката публика едва през 1921 г. Много от изложените предмети са взети от национализирани имения от болшевишкото правителство. През 1924 г. е преместен в близко имение. Бартрам остава негов директор до смъртта си.
Той е бил член на множество организации. През 1916 г. е назначен за председател на Съюза на работниците в областта на декоративните изкуства и художествената индустрия. По-късно е ръководител на Комисията по декоративни изкуства към Народния комисариат по образованието, както и член на Комисията за опазване на паметниците на изкуството и античността. Избран е и в Държавната академия на художествените науки.
Той умира през 1931 г., само на петдесет и седем години, и е погребан в Новодевичието гробище. Малко след смъртта му музеят на играчките е преместен от Москва в Загорск.